# (10147) Mizugatsuka
(10147) Mizugatsuka (1994 CK2) – planetoida z pasa głównego asteroid okrążająca Słońce w ciągu 5,71 lat w średniej odległości 3,19 j.a. Odkryta 13 lutego 1994 roku.